# Stripchat
Stripchat – serwis internetowy umożliwiający użytkownikom nadawanie oraz odbiór w czasie rzeczywistym transmisji strumieniowych o charakterze pornograficznym.  Właścicielem portalu jest zarejestrowana na Cyprze spółka Technius Ltd.

## Funkcje
W ramach serwisu użytkownicy dzielą się na odbiorców treści oraz modeli, którzy za pomocą kamer internetowych transmitują obraz oraz dźwięk. Chociaż treść transmisji może być dowolna, modele najczęściej pokazują swoim odbiorcom zachowania o charakterze erotycznym, takie jak nagość, masturbacja czy stosunki seksualne. W ramach transmisji, modele mogą otrzymywać od odbiorców zakupione przez nich żetony, wymienialne później ponownie na środki pieniężne.
Stripchat zawiera również rozbudowane funkcje społecznościowe. Użytkownicy serwisu mają możliwość łączenia się w kontakty, dodawania siebie do ulubionych, prowadzenia prywatnego czatu, personalizacji profilu oraz publikowania wpisów, w tym zdjęć erotycznych na swoich tablicach aktywności, a także komentowania wpisów innych użytkowników oraz dodawania relacji na nie.
Oprócz treści pornograficznych, Stripchat zawiera również ogólnodostępne centrum zasobów na temat seksualności, w którym znajdują się filmy przedstawiające terapeutów odpowiadających na pytania dotyczące zagadnień związanych z seksem i problemami w związkach. W lipcu 2019 roku w witrynie zaczęto organizować sesje transmisji na żywo z licencjonowanymi terapeutami z Sexual Health Alliance, po tym, jak badanie użytkowników wykazało, że wielu z nich odczuwało uczucie niepokoju w trakcie prowadzenia transmisji.

## Odbiór
Serwis od czasu powstania został doceniony przez media branżowe, zdobywając wiele nagród, w tym „Cam Site of the Year” i „Cam Company of the Year” w konkursie XBIZ Europa Awards 2020.
Na popularność serwisu wpłynęły także kontrowersyjne kampanie reklamowe i oferty handlowe jak np. próba uzyskania statusu sponsora tytularnego stadionu Superdome w Nowym Orleanie.

## Statystyki
Stripchat został uruchomiony w 2016 roku i szybko zyskał znaczną popularność. Według SimilarWeb w maju 2021 roku Stripchat był odwiedzany przez ponad 400 milionów unikalnych użytkowników w każdym miesiącu, zaś w kwietniu 2024 roku stanowił 46 najczęściej odwiedzaną witrynę internetową na świecie.